# Saint-Loup-sur-Semouse
Saint-Loup-sur-Semouse és un municipi francès situat al departament de l'Alt Saona i a la regió de Borgonya - Franc Comtat. L'any 2007 tenia 3.714 habitants.

## Demografia

### Població
El 2007 la població de fet de Saint-Loup-sur-Semouse era de 3.714 persones. Hi havia 1.440 famílies, de les quals 476 eren unipersonals (164 homes vivint sols i 312 dones vivint soles), 392 parelles sense fills, 471 parelles amb fills i 101 famílies monoparentals amb fills.
La població ha evolucionat segons el següent gràfic:
Habitants censats

### Habitatges
El 2007 hi havia 1.738 habitatges, 1.468 eren l'habitatge principal de la família, 34 eren segones residències i 235 estaven desocupats. 1.050 eren cases i 681 eren apartaments. Dels 1.468 habitatges principals, 744 estaven ocupats pels seus propietaris, 697 estaven llogats i ocupats pels llogaters i 27 estaven cedits a títol gratuït; 23 tenien una cambra, 124 en tenien dues, 346 en tenien tres, 422 en tenien quatre i 554 en tenien cinc o més. 944 habitatges disposaven pel capbaix d'una plaça de pàrquing. A 723 habitatges hi havia un automòbil i a 407 n'hi havia dos o més.

### Piràmide de població
La piràmide de població per edats i sexe el 2009 era:
| Homes | Edats   | Dones |
| ----- | ------- | ----- |
| 4     | 95 o +  | 4     |
| 0     | 90 a 94 | 24    |
| 16    | 85 a 89 | 60    |
| 16    | 80 a 84 | 40    |
| 52    | 75 a 79 | 56    |
| 92    | 70 a 74 | 84    |
| 84    | 65 a 69 | 112   |
| 132   | 60 a 64 | 92    |
| 136   | 55 a 59 | 120   |
| 192   | 50 a 54 | 172   |
| 160   | 45 a 49 | 144   |
| 112   | 40 a 44 | 152   |
| 120   | 35 a 39 | 140   |
| 88    | 30 a 34 | 136   |
| 120   | 25 a 29 | 124   |
| 136   | 20 a 24 | 120   |
| 228   | 15 a 19 | 196   |
| 196   | 10 a 14 | 156   |
| 136   | 5 a 9   | 136   |
| 104   | 0 a 4   | 112   |

## Economia
El 2007 la població en edat de treballar era de 2.401 persones, 1.389 eren actives i 1.012 eren inactives. De les 1.389 persones actives 1.157 estaven ocupades (699 homes i 458 dones) i 231 estaven aturades (120 homes i 111 dones). De les 1.012 persones inactives 253 estaven jubilades, 284 estaven estudiant i 475 estaven classificades com a «altres inactius».

### Ingressos
El 2009 a Saint-Loup-sur-Semouse hi havia 1.425 unitats fiscals que integraven 3.563,5 persones, la mediana anual d'ingressos fiscals per persona era de 12.354 €.

### Activitats econòmiques
Dels 203 establiments que hi havia el 2007, 4 eren d'empreses extractives, 7 d'empreses alimentàries, 2 d'empreses de fabricació de material elèctric, 1 d'una empresa de fabricació d'elements pel transport, 14 d'empreses de fabricació d'altres productes industrials, 12 d'empreses de construcció, 54 d'empreses de comerç i reparació d'automòbils, 9 d'empreses de transport, 12 d'empreses d'hostatgeria i restauració, 16 d'empreses financeres, 4 d'empreses immobiliàries, 19 d'empreses de serveis, 35 d'entitats de l'administració pública i 14 d'empreses classificades com a «altres activitats de serveis».
Dels 42 establiments de servei als particulars que hi havia el 2009, 1 era una oficina d'administració d'Hisenda pública, 1 gendarmeria, 1 oficina de correu, 6 oficines bancàries, 1 funerària, 5 tallers de reparació d'automòbils i de material agrícola, 1 taller d'inspecció tècnica de vehicles, 3 autoescoles, 1 paleta, 1 guixaire pintor, 1 fusteria, 2 lampisteries, 2 electricistes, 5 perruqueries, 1 veterinari, 8 restaurants, 1 tintoreria i 1 saló de bellesa.
Dels 30 establiments comercials que hi havia el 2009, 1 era un hipermercat, 3 botiges de menys de 120 m², 4 fleques, 4 carnisseries, 2 llibreries, 3 botigues de roba, 1 una botiga de roba, 1 una botiga d'equipament de la llar, 3 botigues de mobles, 1 una botiga de mobles, 2 drogueries, 1 un drogueria, 1 una perfumeria i 3 floristeries.
L'any 2000 a Saint-Loup-sur-Semouse hi havia 10 explotacions agrícoles que ocupaven un total de 250 hectàrees.

## Equipaments sanitaris i escolars
El 2009 hi havia 3 farmàcies i 1 ambulància.
El 2009 hi havia 3 escoles elementals. Saint-Loup-sur-Semouse disposava d'un col·legi d'educació secundària amb 366 alumnes.

## Poblacions més properes
El següent diagrama mostra les poblacions més properes.